# 卡琳·戈林

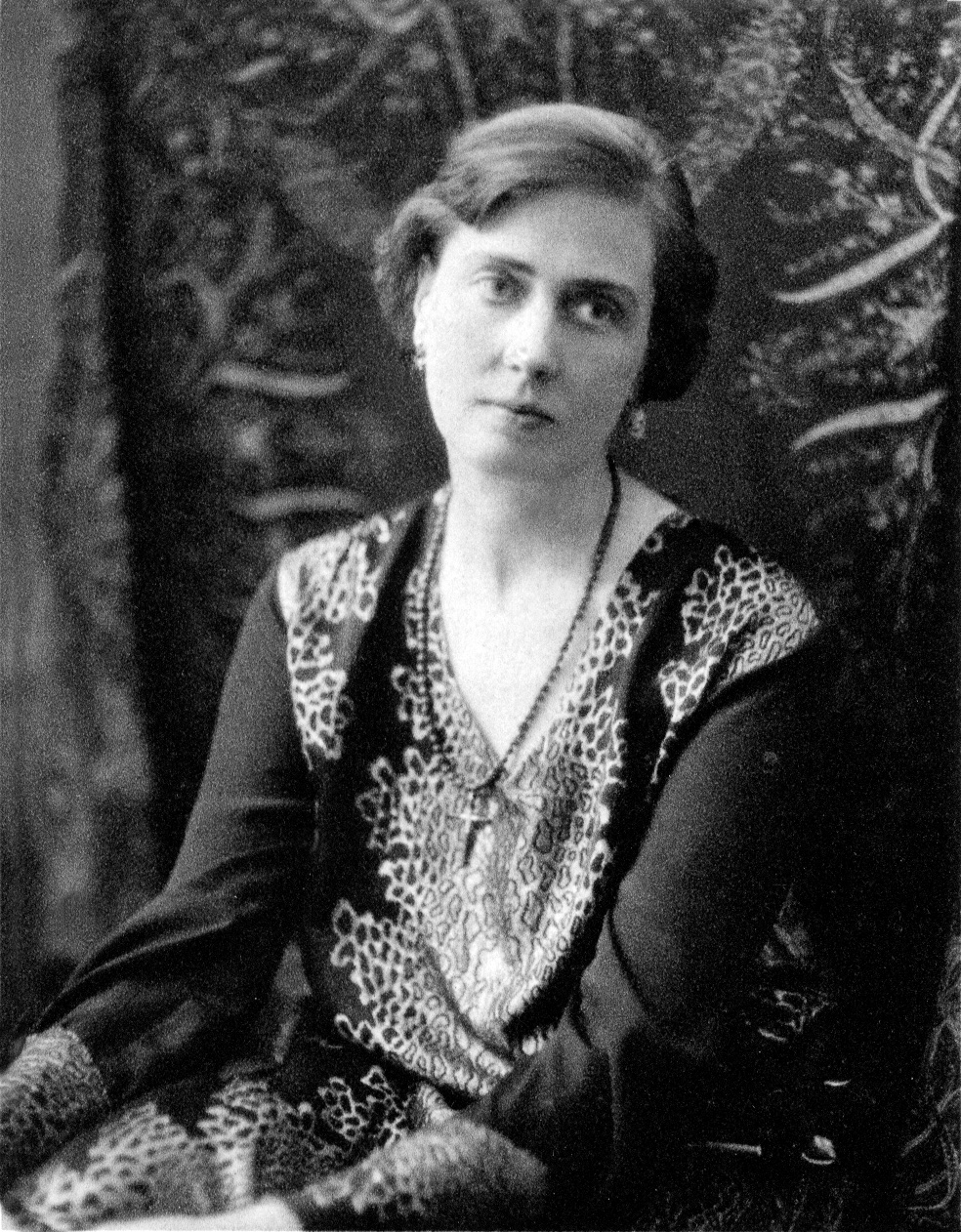
卡琳·戈林

卡琳·戈林（Carin Göring，1888年10月21日 - 1931年10月17日）是赫尔曼·戈林的第一任妻子。

## 生平
卡琳·戈林生於斯德哥尔摩。其父是位瑞典陆军上校，也是瑞典的一位男爵。她父親的祖先原本是波罗的海德意志人，17世纪从西發里亞移民到瑞属爱沙尼亚，之后成為瑞典贵族。卡琳·戈林的母親是生於科克的盎格魯愛爾蘭人，她來自一個以酿造司陶特啤酒為業的家族。卡琳·戈林的母親的外祖父曾服役于英国冷溪卫队。 
1910年，卡琳和瑞典陆军军官尼尔斯·冯·坎措结婚。

## 与戈林的关系
1920年，卡琳和丈夫開始關係疏远，就在卡琳探望姐姐期间，她在洛克斯塔德城堡遇见了赫尔曼·戈林。戈林比卡琳小四岁，当时是瑞典航空的飞行员，之所以出现在城堡，是因为他当时是卡琳姐夫的飛機的駕駛員。戈林爱上了卡琳，很快开始在斯德哥尔摩和她见面，卡琳是已婚女子，还带着个儿子。她后来与尼尔斯·冯·坎措离婚，在1923年1月3日和戈林结婚。
二人婚后的第一個居所是位于巴伐利亞阿爾卑斯山脈的一個狩猎屋，距慕尼黑约80公里。戈林结识阿道夫·希特勒并于1922年加入纳粹党后，夫妇二人搬到了慕尼黑郊区。卡琳也加入了纳粹党。1923年11月，戈林在啤酒館政變中腹股沟受重伤，卡琳带他先后前往奥地利和意大利救治，照顾他直到伤愈。戈培尔的宣传机器用卡琳和戈林的浪漫故事大做文章，夫妇二人亦在全国为纳粹党拉拢人气。
四十出头时，卡琳得了结核病。1931年9月25日，卡琳的母亲意外离世，卡琳深受打击。尽管身体依然虚弱，她还是在次日前往瑞典参加葬礼。又过了一天，她在斯德哥尔摩突发心脏病。戈林闻讯后赶到，一直陪伴妻子，直到她于1931年10月17日死于心脏衰竭。
卡琳家族在二战后将据信是卡琳遗骨的遗骸火化并重新葬在瑞典。1991年，又有人发现了可能属于卡琳的遗骸，于是将其送到瑞典做鉴定。证据表明，新发现的遗骨才是卡琳的，这些遗骨随后重新入土。